# Treviglio–Cremona-vasútvonal
A Treviglio–Cremona-vasútvonal egy 65 km hosszú, normál nyomtávolságú vasútvonal Olaszországban, Treviglio és Cremona között. A vonal 3000 V egyenárammal villamosított, fenntartója az RFI.